# Ölbő
Ölbő község a Nyugat-Dunántúli régióban, Vas vármegyében, a Sárvári járásban.

## Fekvése
A község a Kisalföld déli széle közelében, a Rába árterületén fekszik, a Kőris-patak mentén. A vármegye északi részén található, a megyeszékhelytől, Szombathelytől körülbelül 20, Sárvártól mintegy 10 kilométerre.
A szomszédos települések: észak felől Pósfa, kelet felől Rábapaty, délkelet felől Sárvár-Rábasömjén, dél felől Csénye, nyugat felől Vát, északnyugat felől pedig Szeleste.

### Megközelítése
Közúton az M86-os autóútról a Szeleste/Ölbő kijárattól, vagy a 86-os főútról (Alsó)szelesténél letérve, illetve a 84-es főútról Sárvár-Rábasömjén felől Szeleste felé letérve, a 8446-os úton érhető el, Pósfával pedig egy önkormányzati út köti össze. Déli határszéle mellett elhalad még a 88-as főút is.
A közúti tömegközlekedést a Volánbusz autóbuszai biztosítják.
A települést a MÁV 16-os számú Hegyeshalom–Porpác-vasútvonala érinti, amelynek egy megállási pontja van itt. Ölbő-Alsószeleste vasútállomás a község nyugati határszéle közelében helyezkedik el, közúti elérését a 8446-os útból kiágazó 84 329-es számú mellékút biztosítja.

## Története
Ölbő község ősi neve Egyházas-Ölbő volt (régi írásmóddal: Ikhazas Ilbu), és először a 13. században (1274-ben) említette írásos forrás. Az 1332-es pápai tizedjegyzékben is szerepel. A falu 1288-1345-ig a Ják nemzetség birtoka volt. A név származhat az Ilbeg/Ilbäg besenyő vagy kun személynévből is.
Korábban a Kőris-patak két részre osztotta a települést: Kis- és Nagyölbőre, ezek 1890-ben egyesültek.

## Közélete

### Polgármesterei
- 1990–1994: Simon Géza (független)[3]
- 1994–1998: Simon Géza (független)[4]
- 1998–2002: Kovács Gyula (független)[5]
- 2002–2006: Kovács Gyula (független)[6]
- 2006–2010: Kovács Gyula (független)[7]
- 2010–2014: Smideleus László (független)[8]
- 2014–2019: Smideleus László (független)[9]
- 2019–2024: Smideleus László (független)[10]
- 2024– : Smideleus László (független)[1]

## Népesség
A lakosság csaknem 100%-a magyar nemzetiségű.
- 1840: 442 fő
- 1910: 1076 fő
- 1940: 1152 fő
- 1983: 920 fő
- 1990: 830 fő
- 2001: 772 fő
- 2009: 751 fő

| Lakosok száma | 733  | 728  | 737  | 694  | 685  | 697  | 683  |
|               | 2013 | 2014 | 2015 | 2021 | 2022 | 2023 | 2024 |

A 2011-es népszámlálás során a lakosok 85,1%-a magyarnak, 1,4% cigánynak, 1,1% németnek, 0,3% románnak, 0,3% horvátnak mondta magát (14,6% nem nyilatkozott; a kettős identitások miatt a végösszeg nagyobb lehet 100%-nál).
2022-ben a lakosság 90,2%-a vallotta magát magyarnak, 1,2% németnek, 0,7% cigánynak, 0,6% románnak, 0,3% horvátnak, 0,1-0,1% szerbnek és ukránnak, 2% egyéb, nem hazai nemzetiségűnek (9,3% nem nyilatkozott; a kettős identitások miatt a végösszeg nagyobb lehet 100%-nál).

## Vallás
A 2001-es népszámlálás adatai alapján a lakosok kb. 95%-a római katolikus, kb. 1%-a evangélikus vallású. Nem tartozik egyetlen egyházhoz vagy felekezethez sem, illetve nem válaszolt kb. 4%.
2011-ben a vallási megoszlás a következő volt: római katolikus 72,7%, református 0,4%, evangélikus 0,7%, felekezet nélküli 2,6% (22,6% nem nyilatkozott).
2022-ben az ölbőiek 62%-a volt római katolikus, 1,3% református, 0,7% evangélikus, 0,1% görög katolikus, 0,3% egyéb keresztény, 1,3% egyéb katolikus, 2,8% felekezeten kívüli (31,2% nem válaszolt).

### Római katolikus egyház
A Szombathelyi egyházmegye (püspökség) Sárvári Esperesi Kerületébe tartozik, mint önálló plébánia. Plébániatemplomának titulusa: Szent Miklós. Filiaként a plébániához tartozik Szeleste római katolikus lakossága is.

### Evangélikus egyház
Az evangélikusok már a XVI. században megjelentek a településen, majd nem sokkal később szinte az egész falu áttért erre a hitre. A Nyugati (Dunántúli) Evangélikus Egyházkerület (püspökség) Vasi Egyházmegyéjében (esperesség) lévő Sárvári Evangélikus Egyházközséghez tartozik, mint szórvány.

## Gazdaság

### Ipar
A községben található az ország második szén-dioxid üzeme (az első Répcelakon).

## Természeti értékek
- Kavicsbánya-tó.

## Nevezetességei
- Római katolikus (Szent Miklós-) templom: 1857-ben épült.
- I. világháborús emlékmű.

## Sport

### Labdarúgás
A labdarúgó-csapat a megyei bajnokság III. osztályának Sárvári csoportjában szerepel.

### Modell
A Községi Modellező Sportegyesület 1963-ban alakult. Kezdetekben repülő-, majd önjáró vitorláshajó-modellekkel versenyeztek. Az 1980-as években kezdtek rádió-távirányítású vitorláshajó-modellekkel foglalkozni. Fennállása alatt az egyesület versenyzői több egyéni felnőtt és ifjúsági, valamint csapat országos bajnoki címet és sok egyéb dobogós helyezést értek el. Egyikük a magyar rádió-távirányítású modellezés történetének második legeredményesebb versenyzője volt. Az ölbői modellezők több alkalommal vettek részt jó eredményekkel válogatottként a rádió-távirányítású hajómodellek világbajnokságán. Az ölbői csapat tagjai falujuk színeiben és magyar válogatottként többször szerepeltek lengyel, német, osztrák, szlovák, olasz versenyeken. Saját szervezésű nemzetközi versenyt 1990 óta rendeznek az ölbői bányatavakon "Kőris Kupa" néven.

### Horgászat
A helyi horgászegyesület Herman Ottó nevét viseli.

## Képgaléria

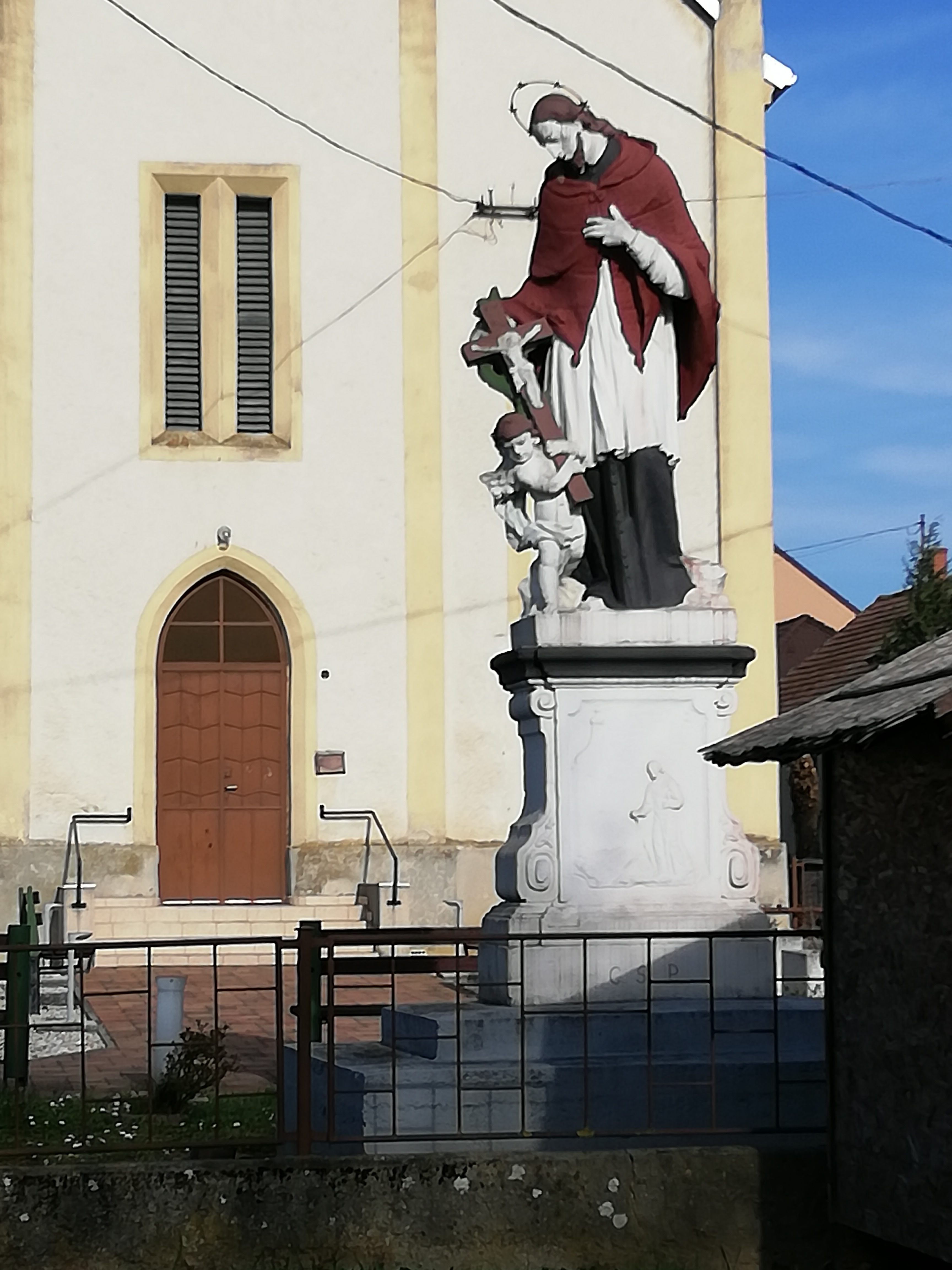
A Szent Miklós-templom bejárati traktusa
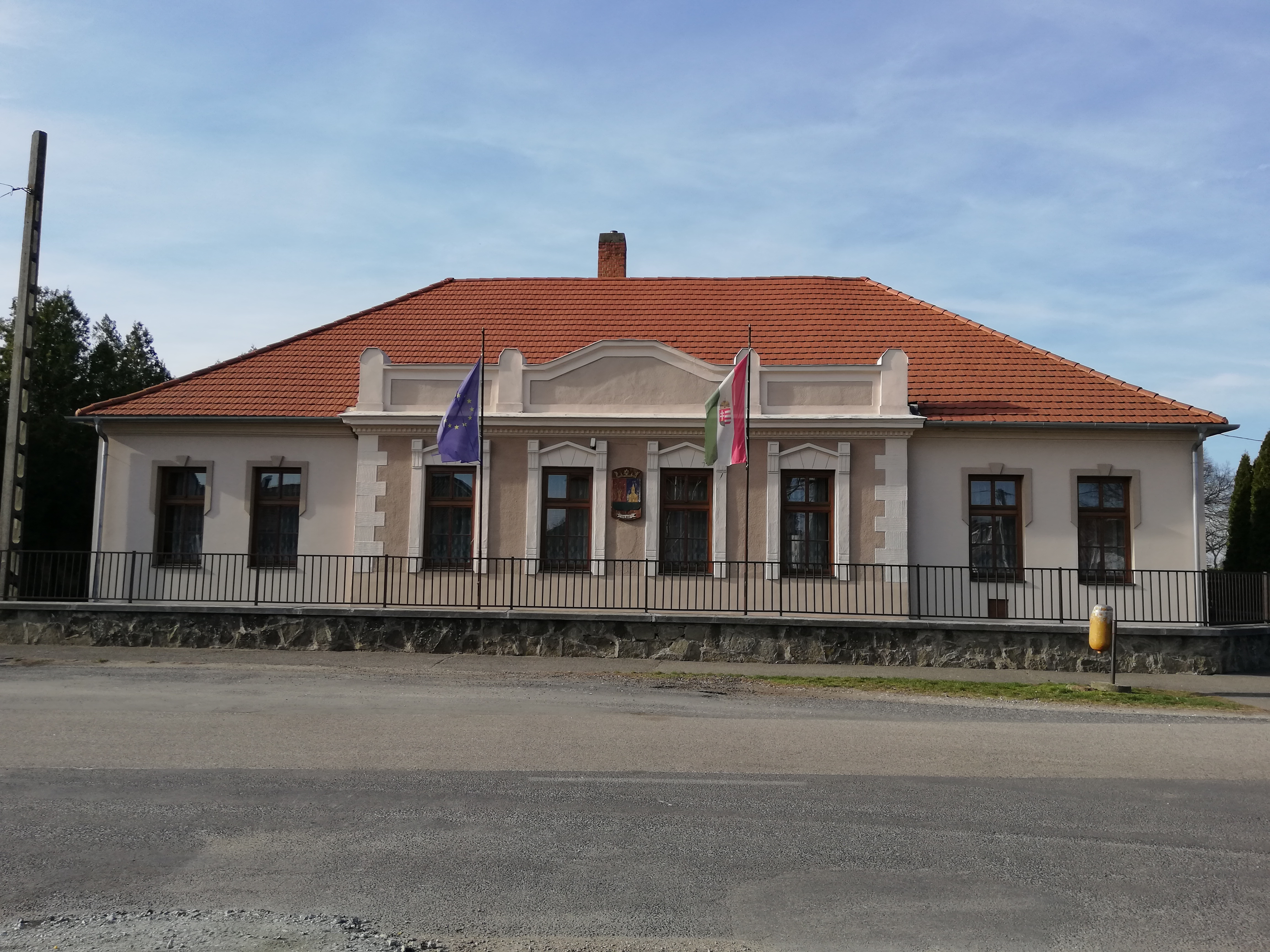
Községháza
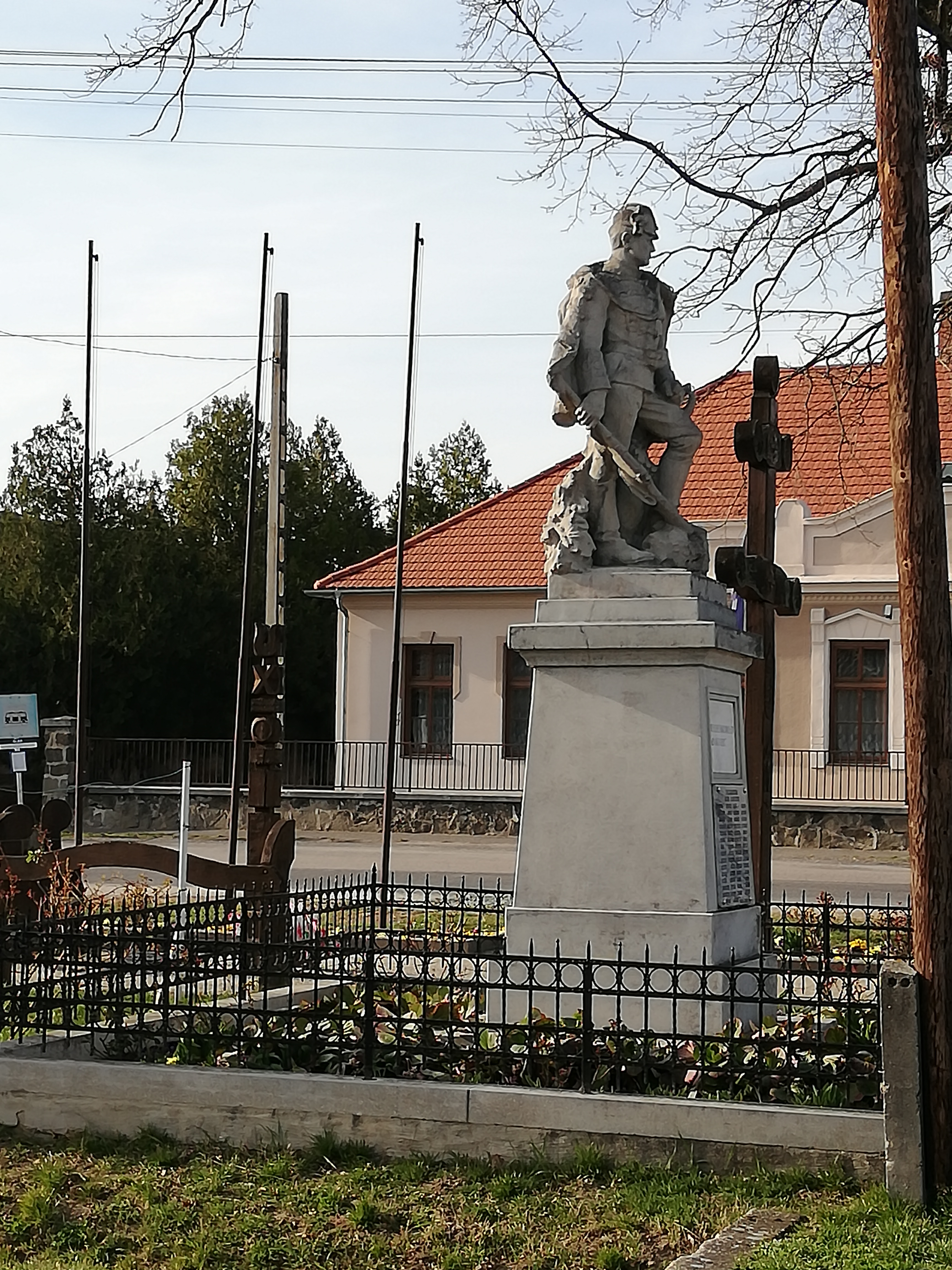
Hősi emlékmű
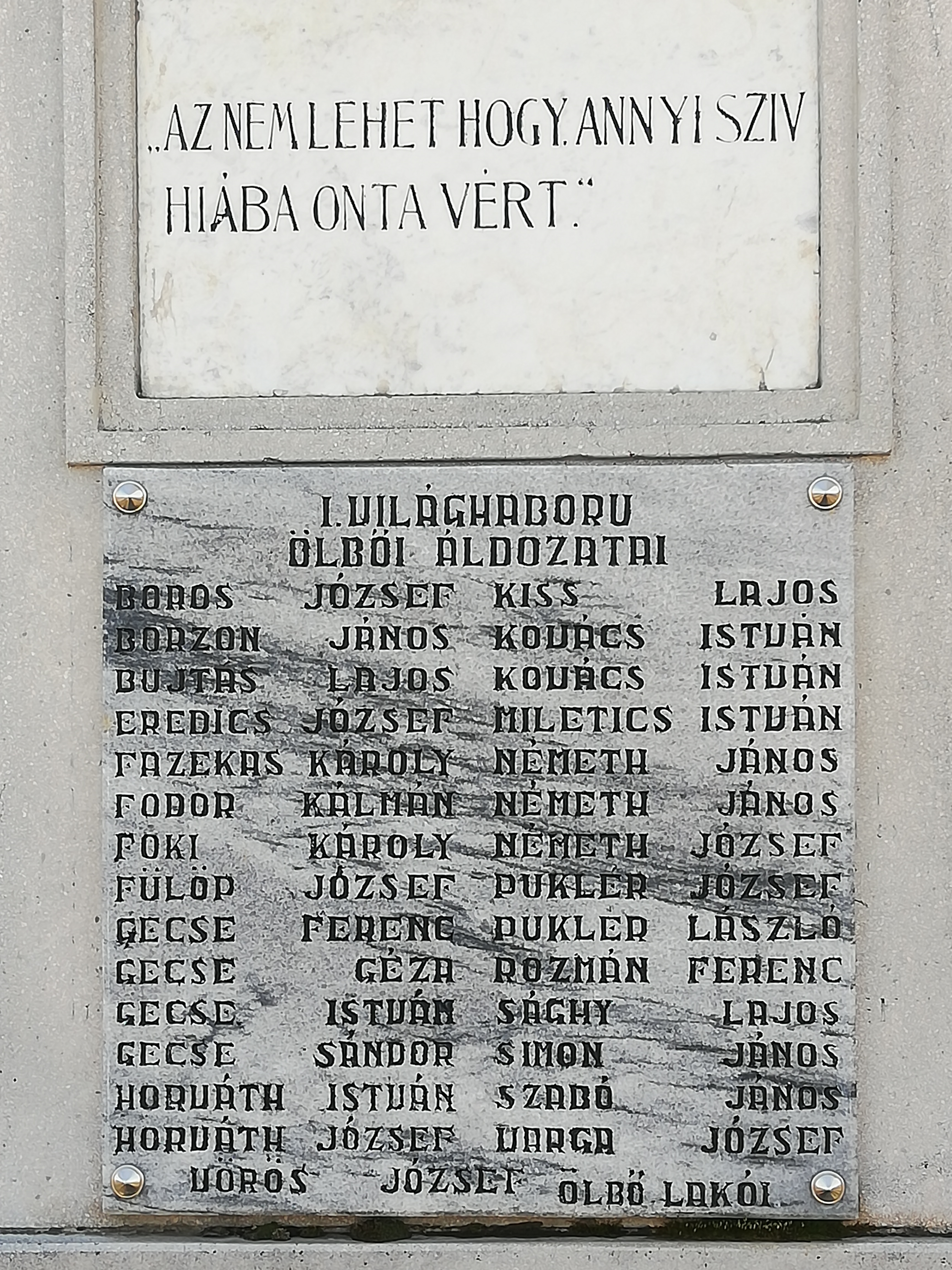
Ölbő I. világháborús áldozatainak névsora a hősi emlékművön
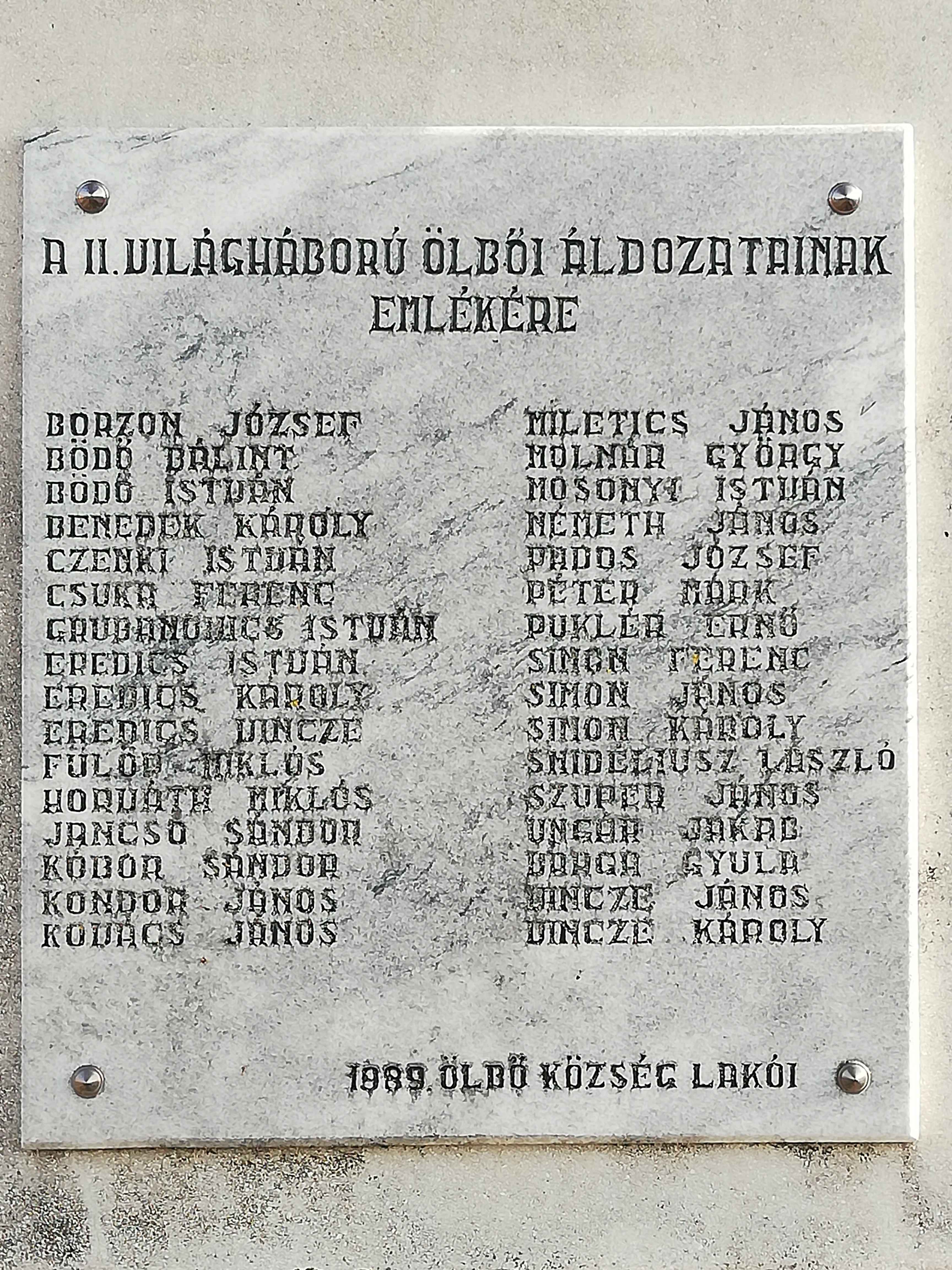
A II. világháborús áldozatok névsora ugyanott
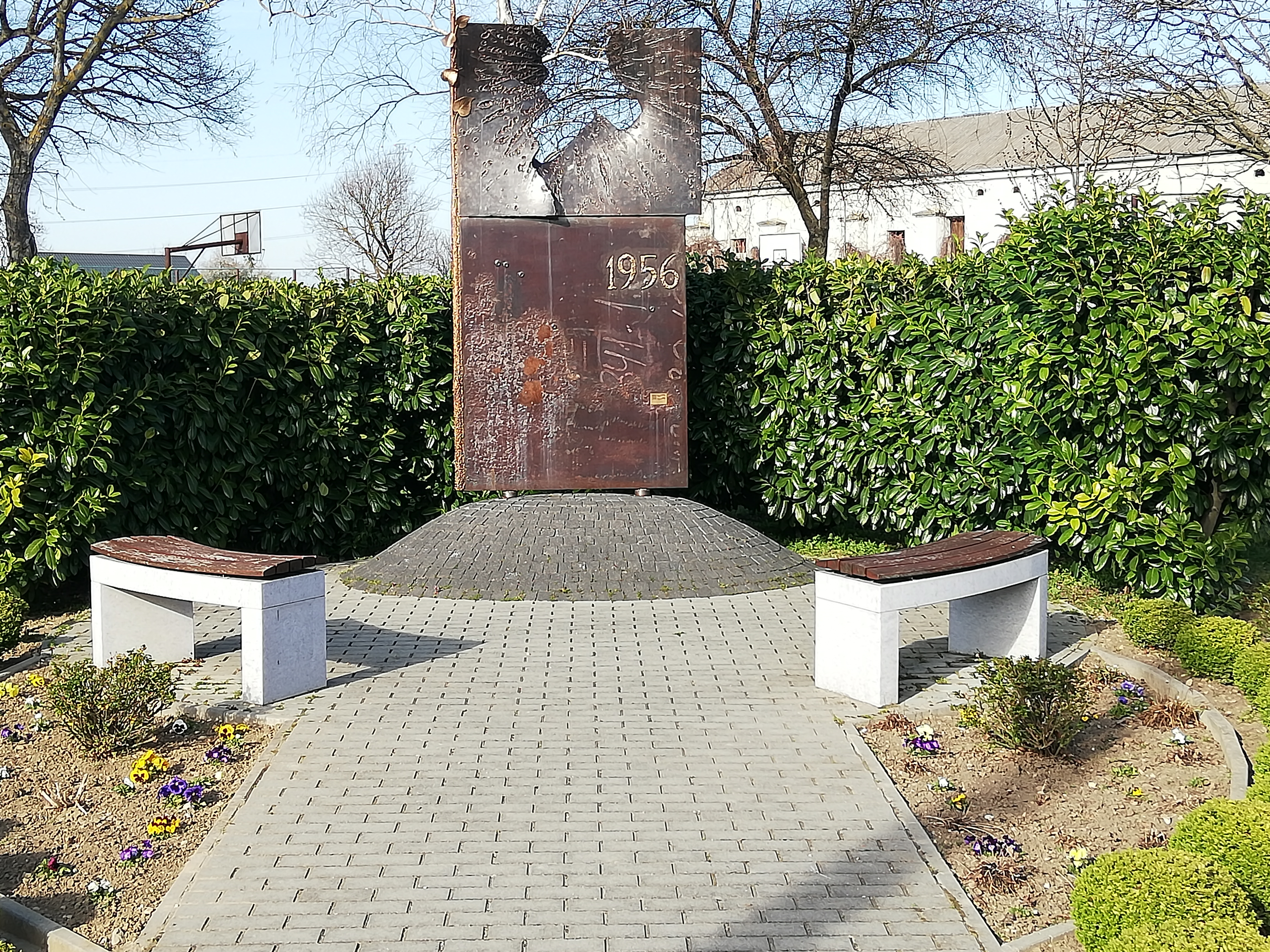
Ölbő 1956-os emlékműve

## Külső hivatkozások
- Ölbő honlapja
- Ölbő térképe Archiválva 2008. március 11-i dátummal a Wayback Machine-ben
- Községi Modellező Sportegyesület honlapja Archiválva 2010. március 26-i dátummal a Wayback Machine-ben